# Erik Siboni
Erik Anton Waldemar Siboni (Copenaghen, 1828 – 1892) è stato un compositore danese.
Figlio di Giuseppe Siboni, fu direttore d'orchestra ed insegnante. Tra le sue composizioni si ricordano Loreley (1859) e La fuga di Carlo II (1861) e innumerevoli sinfonie.